# Lauridia tetragona
Lauridia tetragona  es la única especie del género monotípico Lauridia,  perteneciente a la familia de las celastráceas. Es  originaria de  Sudáfrica.

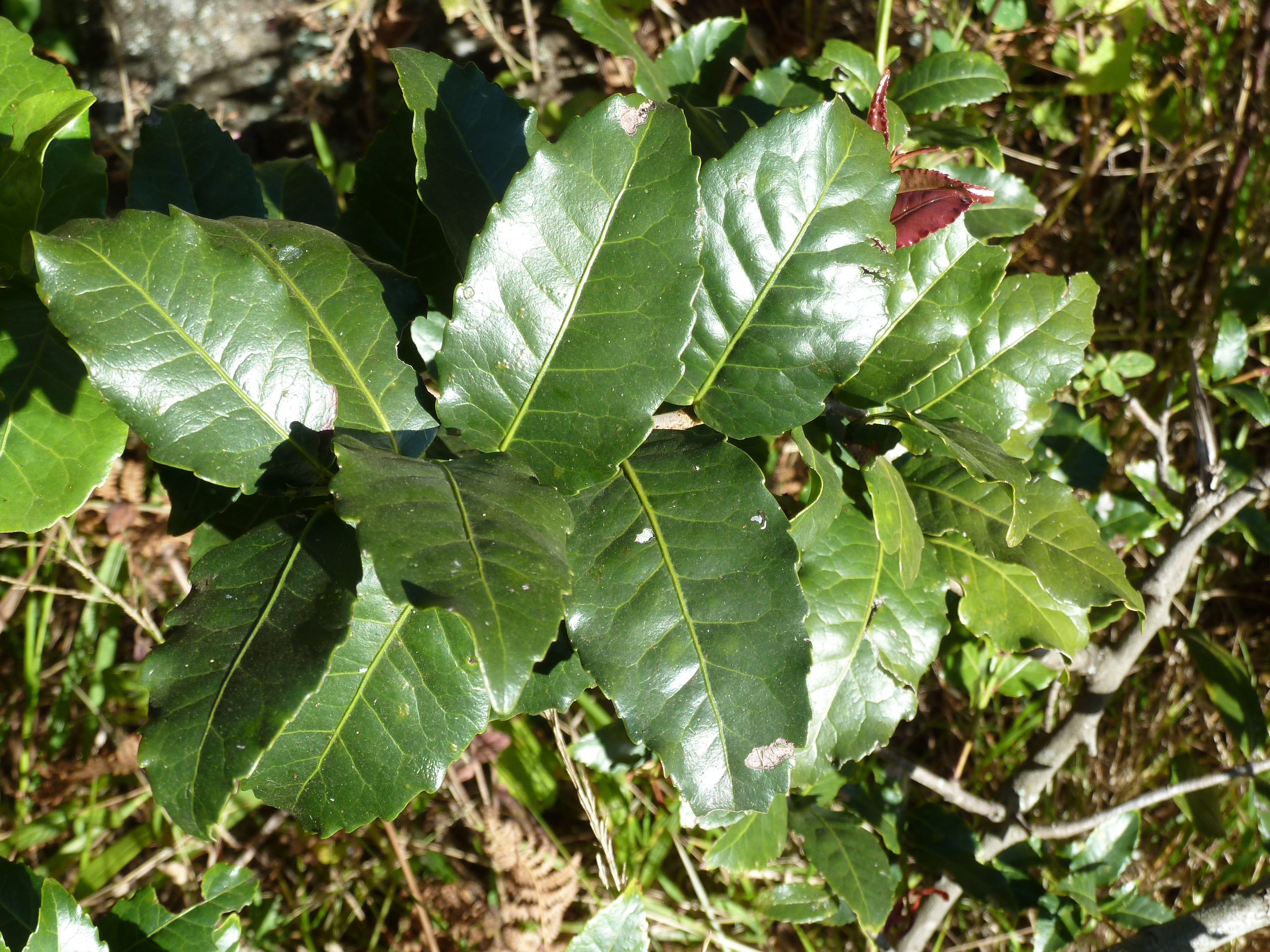
Detalle de las hojas

## Descripción
Es un arbusto, que alcanza los 18-20 metros de altura. Tallos evidentemente aladas; ramitas horizontal, ascendente y frondoso. Tallo glauco; flexuoso, trepador, con 4-ángulos; las hojas corto pecioladas, oblongas, obtusas o sub-aguda, sub-cordadas en la base, undulada-serradas, sub-coriáceas; las inflorescencias en cimas axilares, con pedúnculos, 2-3 veces más corta que la hoja; el fruto es una drupa sub-globosa, en su mayoría de una sola semilla.

## Taxonomía
Lauridia tetragona fue descrita por  (L.f.) R.H.Archer y publicado en South African Journal of Botany 63(4): 230. 1997.
Sinonimia
- Rhamnus tetragona L. f.	[4]
- Cassine tetragona (L. f.) Loes.
- Cassine tetragona (L. f.) Druce
- Allocassine tetragona (L. f.) N. Robson
- Celastrus tetragonus Thunb.
- Cassine tetragona (Thunb.) Loes.
- Cassine albanensis Sond. (1860)
- Cassine latifolia Eckl. & Zeyh. (1835)
- Cassine scandens Eckl. & Zeyh. (1835)[5]